# Encarna Samitier
Encarna Samitier Laín (Barbastro, Huesca, 1959) es una periodista española, directora del diario 20 Minutos desde el 26 de septiembre de 2017, lo que la convierte en una de las pocas mujeres que dirigen un medio de comunicación de ámbito nacional. Sustituyó en el cargo al periodista Arsenio Escolar, fundador del citado periódico. Ha publicado numerosas entrevistas, reportajes y artículos de opinión en el Heraldo de Aragón. En marzo de 2024, recibe el premio Nipho otorgado por la Universidad de Nebrija en la categoría de trayectoria profesional, y el XXIII Premio de Periodismo Digital José Manuel Porquet, en el marco del Congreso de Periodismo Digital de Huesca. En octubre de 2024, pasa a ser presidenta de 20 minutos. 

## Trayectoria
Licenciada en Ciencias de la Información por la Universidad de Navarra, comenzó su trayectoria profesional en el Heraldo de Aragón en 1981, donde puso en marcha el Servicio de Documentación. Fue redactora jefe de la redacción de Aragón en la década de los 90. En el año 2000, pasó a ser subdirectora de opinión del rotativo aragonés y Directora Adjunta.
En febrero de 2017, fue nombrada directora de comunicación y opinión del grupo de comunicación Henneo, que engloba en el sector editorial y de medios de comunicación las cabeceras Heraldo de Aragón, 20 Minutos y Diario del Alto Aragón, las productoras audiovisuales Chip Audiovisual y Factoría Plural, la tecnológica Hiberus y, en el ámbito de la distribución, impresión y logística, Dasa e Impresa Norte, entre otras sociedades.
Samitier fue directora de la revista La magia de viajar por Aragón y del programa El Contrapunto en Zaragoza TV. Ha sido columnista y colaboradora de varios medios, entre ellos Radio Zaragoza de la Cadena SER y Aragón TV. Ha impartido clases en el Master de Periodismo de Heraldo de Aragón y en la Universidad de la Experiencia de Zaragoza.
Es coautora del libro Cincuenta mitos sobre el tabaco. (Ed. Gobierno de Aragón. 2009. Depósito Legal Z-790/2009).